# Église San Lorenzo in Piscibus
L'église San Lorenzo in Piscibus est un lieu de culte catholique à Rome, situé dans le quartier Borgo ; il est intégré dans les bâtiments du XXe siècle sur le versant sud de la via della Conciliazione et de la piazza Pio XII, avec l'abside visible de Borgo Santo Spirito. 
L'église est située sur le territoire de la paroisse de l'église Santa Maria in Traspontina et de la diaconie homonyme . Elle abrite également le Centre international de la Jeunesse San Lorenzo, organe du conseil pontifical pour les laïcs, conçu pour préparer les Journées mondiales de la jeunesse.

## Histoire
Le nom in piscibus dérive de l'ancien nom du quartier, Piscina, peut-être en raison de la présence dans cette zone, au Moyen Âge, d'un marché aux poissons. 
L'église est d'origine très ancienne: la tradition attribue son érection à Santa Galla, vivant au VIe siècle. La première information certaine remonte à la fin du XIIe siècle : la mention la plus ancienne se trouve dans l'Ordre de Benedetto Canonico de 1143, où elle est nommée Sancti Laurentii in porticu maiore. Du XIIe au XIVe siècle elle appartenait à la basilique du Latran, comme le montre l'inventaire des biens dressé par Nicola Frangipani à l'époque de Boniface VIII ; là, elle s'appelle ecclesia Sancti Laurentii in Piscibus, in civitate Leoniana iuxta Porticum Basilice Principis Apostolorum (soit, littéralement « église de San Lorenzo in Piscibus, dans la cité léonine, près du portique de la basilique du Prince des Apôtres »). Dans le même temps, cependant, la paroisse appartenait aux chanoines de la basilique du Vatican, comme en témoignent les bulles papales de 1205 et 1228, dans lesquelles elle est appelée de Piscibus. 
À l'occasion de la construction de la Via della Conciliazione, l'église n'a pas été démolie (seules la façade baroque et l'atrium l'ont été) et a été intégrée dans les bâtiments modernes sur le côté gauche de la Piazza Pio XII. En 1949, elle a été restaurée selon un plan d'Adriano Prandi, qui a supprimé tous les ajouts baroques pour ramener le bâtiment à un style similaire à celui d'origine. Déconsacrée, elle a d'abord été utilisée comme salle de conférence, puis comme laboratoire artistique : le sculpteur Pericle Fazzini, entre 1972 et 1975, a réalisé la maquette en polyuréthane à l'échelle 1 de la Résurrection située dans l'actuelle salle Nervi au Vatican.
Le dimanche 13 mars 1983, le Pape Jean-Paul II a reconsacré l'église qui est depuis devenue le siège du Centre international de la jeunesse San Lorenzo. En 2007, le pape Benoît XVI a élevé l'église au titre cardinalice, établissant la diaconie de San Lorenzo in Piscibus.

## Description

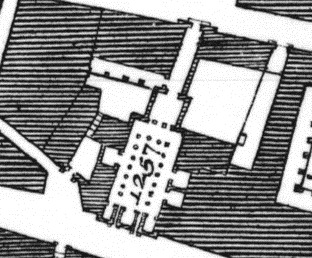
Le plan de l'église dans la Nouvelle Typographie de Rome par Giambattista Nolli (1748).
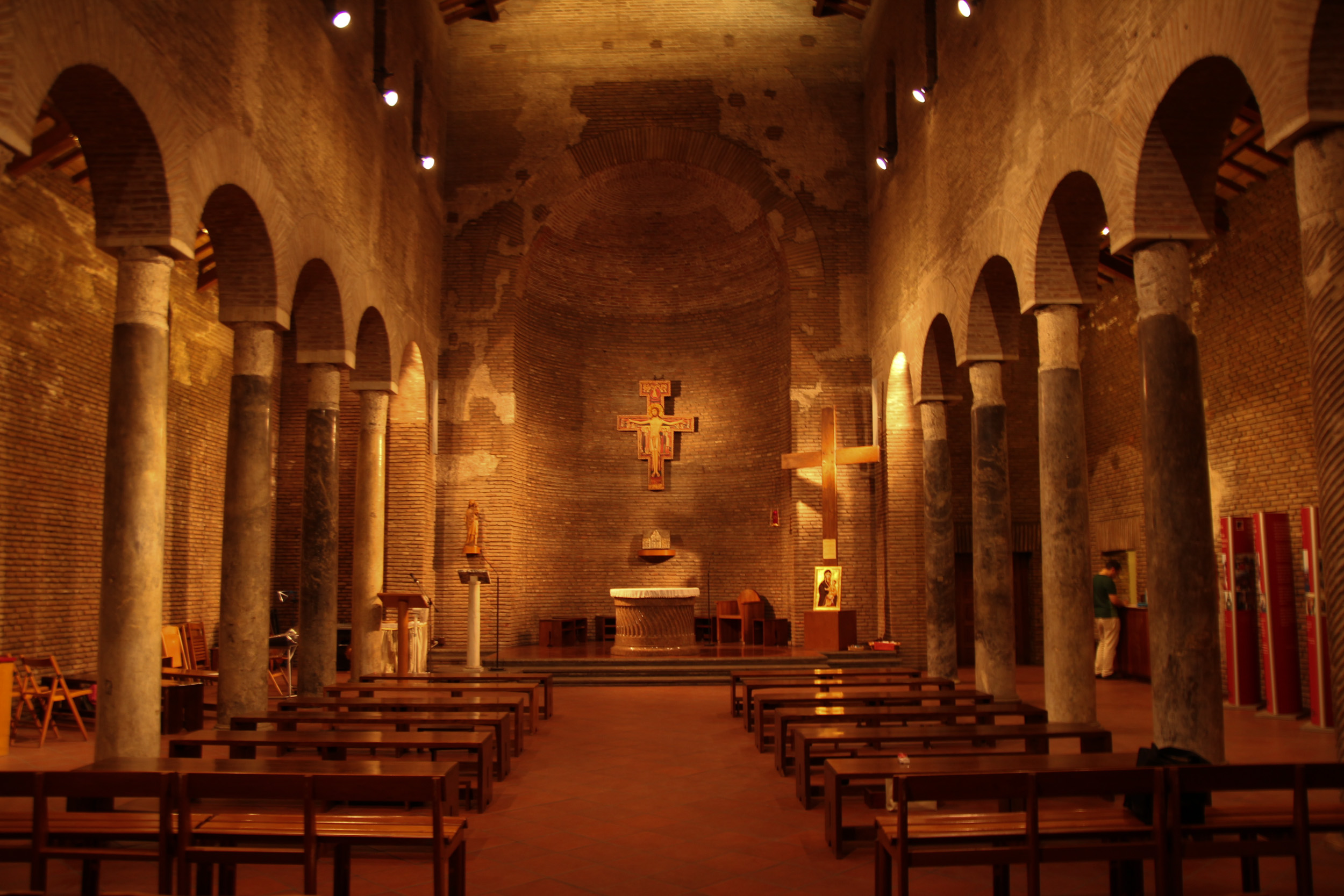
Intérieur
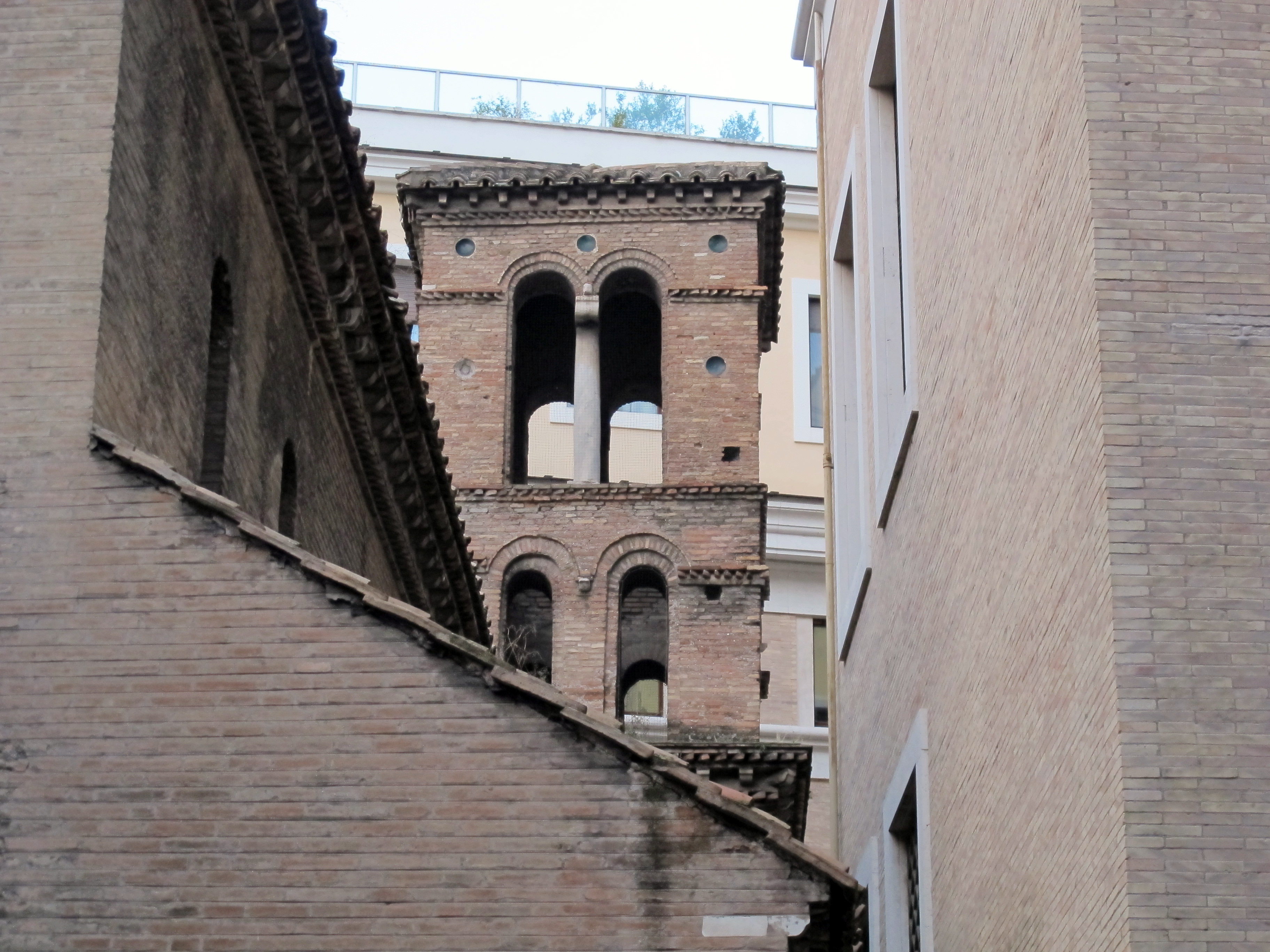
Campanile

Extérieurement, l'abside de l'église est clairement visible, avec un plan semi-circulaire, largement reconstruit lors de la restauration de 1949. La façade, orientée vers le nord et légèrement éloignée du bâtiment opposé du XXe siècle, présente une façade à pignons, avec un portail unique au centre et, dans la partie supérieure, trois fenêtres simples. À sa gauche, le campanile cosmatesque, avec une cellule à deux niveaux de fenêtres à meneaux. 
L'intérieur a trois nefs divisées par des colonnes nues, sur lesquelles reposent des arcs en plein cintre, avec des murs complètement nus sans aucune décoration ; la nef principale se termine par l'abside et la zone presbytérale, surélevée de quelques marches par rapport au reste de l'église, au centre de laquelle se trouve l'autel moderne, consacré en 1983, composé d'un bloc de granite rouge ayant la forme d'un vera da pozzo (puits) d'époque romaine, conservé dans les Musées du Vatican.